# Пол Гейне
Пол Теодор Гейне (англ. Paul Theodore Heyne; нар. 2 листопада 1931 — пом. 9 квітня 2000) — американський економіст та академік, який читав лекції з економіки в університеті Вашингтона в Сіетлі. 

## Життєпис
Пол Гейне отримав два ступеня з богослів'я від семінарії Конкордія у Сент-Луїсі, здобув ступінь магістра у Вашингтонському університеті та отримав ступінь доктора наук з етики та суспільства в Чиказькому університеті . Він прийшов до університету в 1976 році і, як повідомляється, відмовився від посади, щоб стати старшим викладачем через його інтерес до навчання бакалаврів. 
П. Гейне просував економічну науку через свій інтерес до релігії, соціальних питань, справедливості та вільної ринкової економіки. Найвідомішою його роботою стала його критично відомий вступний підручник «Економічний спосіб мислення» (The Economic Way of Thinking), який був проданий 200 000 примірниками лише в Росії та був перекладений болгарською, чеською, угорською, румунською та іншими мовами. П. Хейне орієнтувався на бакалаврській рівень освіти.
Пол Гейне, уродженець Сент-Луїса, штат Міссурі, помер у Сіетлі, у віці 68 років. 

## Вибрана бібліографія
- 1976. Paul T. Heyne, Thomas Johnson. Toward Economic Understanding. ISBN 9780574192554. Science Research Associates.
- 2000. Paul Heyne  A Student's Guide to Economics: Volume 3 of ISI Guides to the Major Disciplines. ISBN 978-1882926442
- 2008. Paul T. Heyne, Geoffrey Brennan, A. M. C. Waterman. "Are Economists Basically Immoral?": And Other Essays on Economics, Ethics, and Religion. ISBN 9780865977136. Liberty Fund[en].
- 2013. Paul L. Heyne, Peter J. Boettke, David L. Prychitko.The Economic Way of Thinking: Pearson New International Edition. ISBN 9781292053608. Pearson Education.

## Зовнішні посилання
- Аудіо фінальної публічної лекції: "Моральна критика капіталізму"
- "In Memoriam: Пол Гейне, 1931–2000":